# AN/APG-77
O AN/APG-77 é um radar multifunções fabricado pela Northrop Grumman e utilizado no avião de combate americano F-22 Raptor.